# Balejskij rajon
Il Balejskij rajon (in russo Балейский район?) è un rajon del Territorio della Transbajkalia, nell'Estremo Oriente russo; il capoluogo è la città di Balej. Istituito l'11 febbraio 1935, ricopre una superficie di 4 910,91 chilometri quadrati e ha una popolazione di 15 895 abitanti. Il distretto è suddiviso in una città e 9 comuni rurali.